# Evangelische Kirche Wüsten

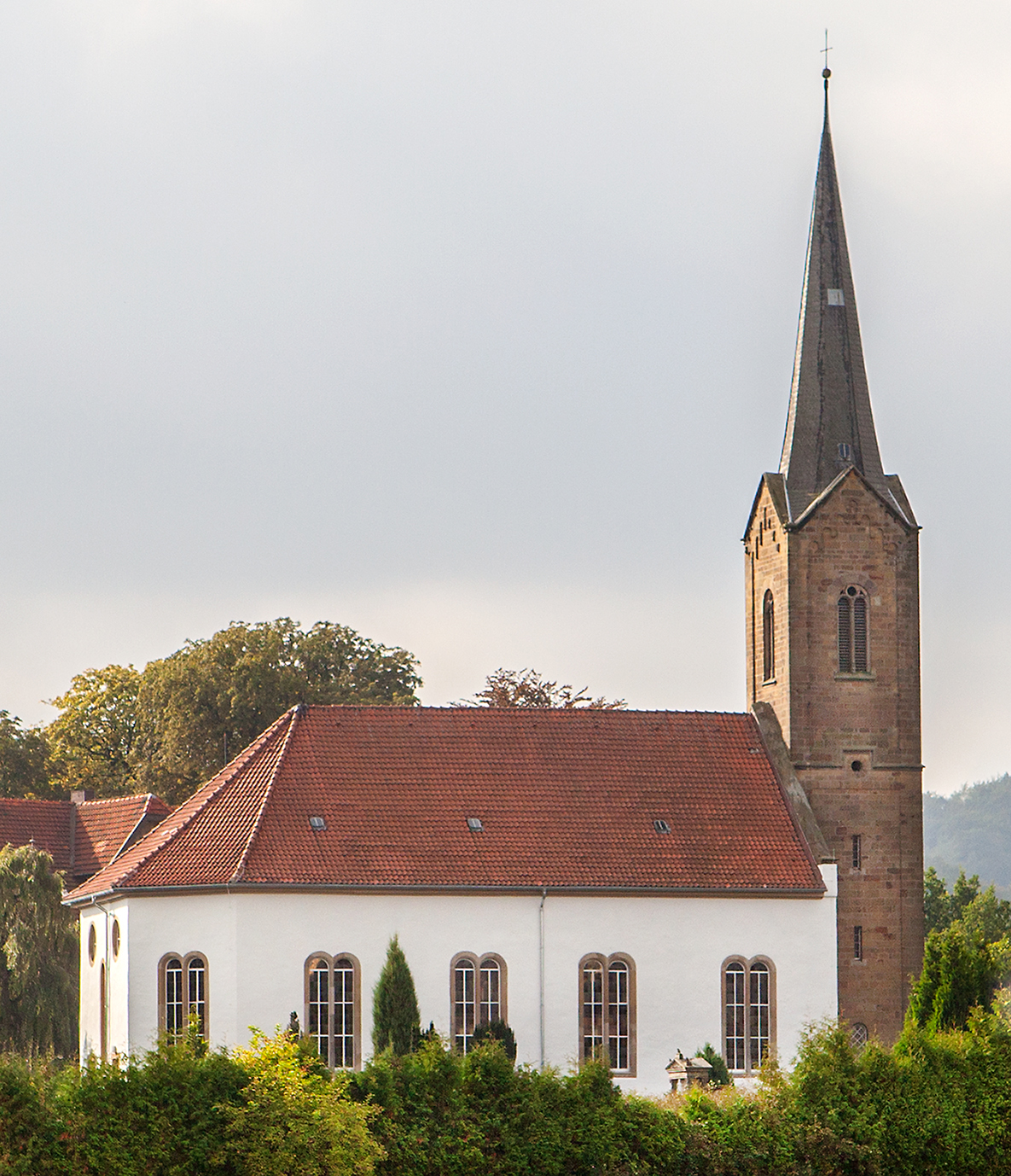
Die Wüstener Kirche 2012

Die Evangelische Kirche Wüsten ist eine evangelisch-reformierte Kirche im Bad Salzufler Ortsteil Wüsten.
Sie gehört über die reformierte Klasse Bad Salzuflens zur Lippischen Landeskirche, einer von zwanzig Gliedkirchen (Landeskirchen) der Evangelischen Kirche in Deutschland (EKD).

## Geschichte

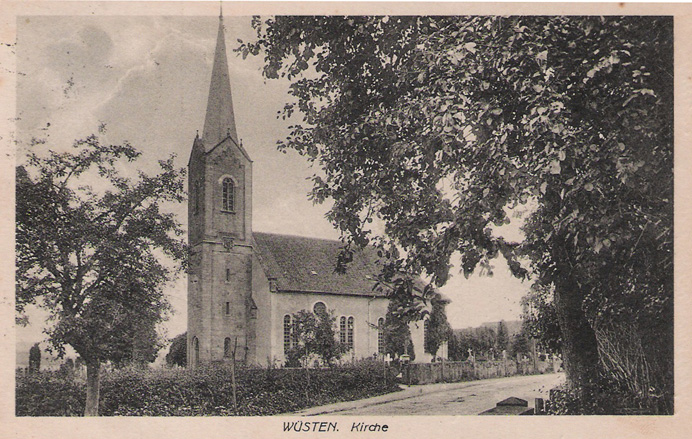
Die Wüstener Kirche um 1936

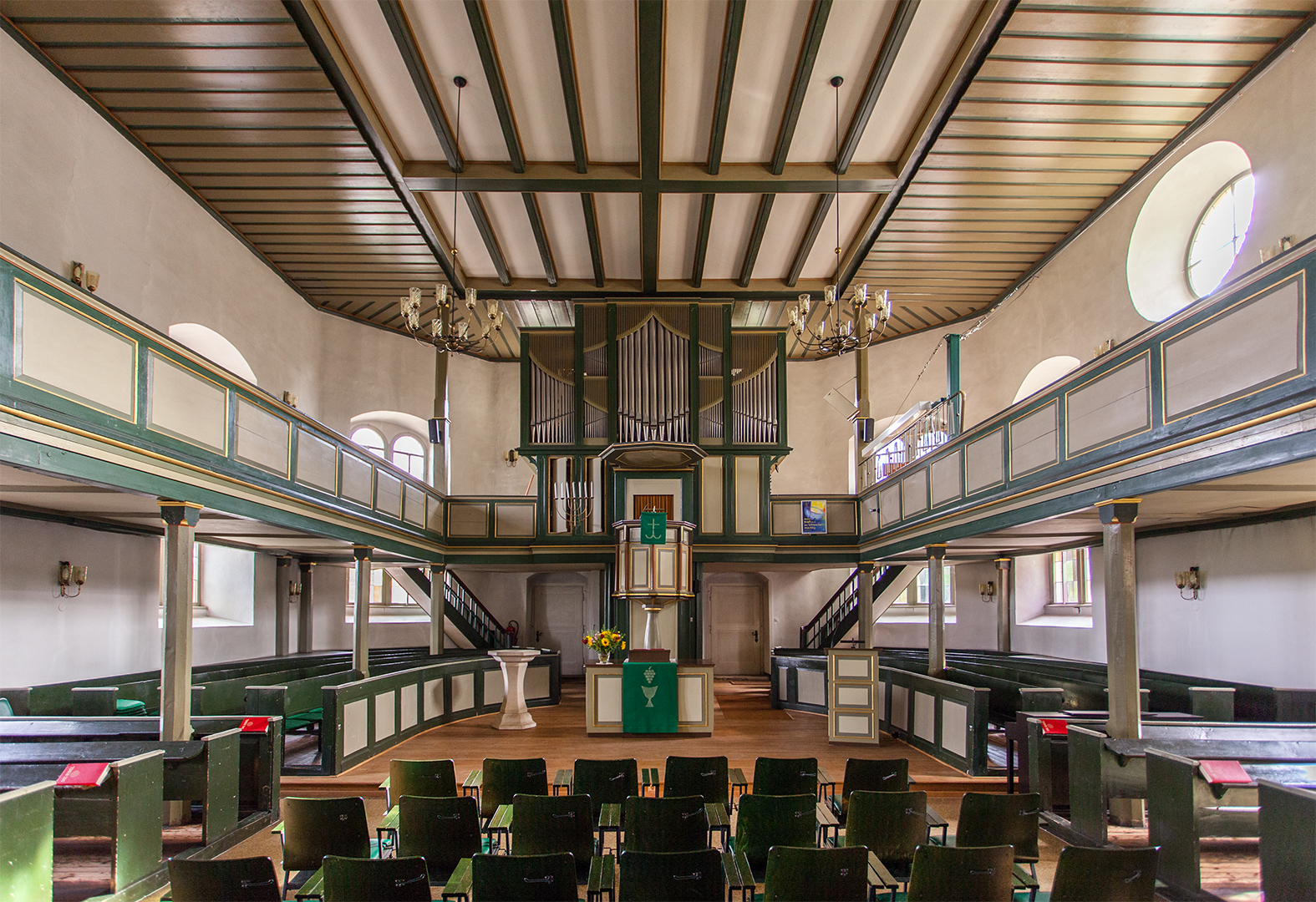
Innenraum der Wüstener Kirche

In der Zeit vor der Reformation gehörten die Höfe um die Wüste allesamt zum Pfarrbezirk Schötmar. Doch der beschwerliche und weite Weg über den Vierenberg – im Volksmund „Bum-Bam-Weg“, weil die Kirchgänger von hier aus die Glocken der Kilianskirche in Schötmar läuten hörten – hielt viele Bewohner vom kirchlichen Gemeindeleben ab. So entschloss sich 1618 die kirchliche Behörde mit finanzieller Unterstützung des Grafen Simon VII. zum Bau eines Gotteshauses für die beiden Bauerschaften Ober- und Unterwüsten.
Noch während des Dreißigjährigen Krieges, im Jahre 1620, wurde mit dem Bau der Kirche begonnen; Bruchstücke einer kleinen Kirche oder Kapelle zu Bexten bildeten den Grundstock. Am 17. Mai 1621 konnte ein erster, provisorischer Gottesdienst gehalten werden. Ab 1623 erfolgte auch die Verwahrung der Sakramente. 1625 wurde der Friedhof eingerichtet. Erst am 15. Januar des Jahres 1628 erhielt die Wüstener Kirche ihre völlige Selbständigkeit. Infolge der Kriegswirren zogen sich die abschließenden Bauarbeiten aber über zwanzig Jahre hin. Nach der Fertigstellung blieb die Kirche, so, wie es die reformierte Tradition vorschrieb, namenlos. 1751 wird erstmals ein Turm bei der Kirche erwähnt. In ihm hing eine 374 Pfund schwere, 1671 gegossene Glocke.
1841 begannen die Umbauarbeiten nach Plänen des Detmolder Architekten Ferdinand Ludwig August Merckel. Kirchenschiff und Turm erreichten nun eine Länge von knapp 26 Metern (zuvor 19,75 m) und eine zweite, 725 Pfund schwere Glocke wurde im Turm aufgehängt. Es sollte sich aber zeigen, dass die Kosten von 2625 Talern für den Umbau nicht gut investiert waren: Eine extrem schlechte Akustik ließ weitere Baumaßnahmen notwendig werden, die am 11. Dezember 1845 ihren Abschluss fanden.
Baumeister Petri aus Detmold ersetzte 1863/64 den einsturzgefährdeten Kirchturm durch einen neuen, schlanken Turm. Die Kosten von 4061 Reichstalern wurden allein von der Bevölkerung aufgebracht. Gleichzeitig ließ die Kirchengemeinde drei neue, 2415, 1212 und 686 Pfund schwere Glocken gießen, die am 2. Februar 1864 geweiht wurden.
1877 wurde die völlig unbrauchbar gewordene Orgel von 1716 durch eine neue des Orgelbaumeisters Klaßmeier aus Kirchheide ersetzt, aber nach über neunzig Jahren musste auch diese weichen. Die Orgelbaufirma Steinmann aus Wehrendorf installierte 1969 das vierte Werk: 18 Register und 1304 Pfeifen erklingen seitdem in der Kirche.
Nachdem im Jahr 1954 der Kircheninnenraum renoviert wurde, folgten 1968/69 eine Dachsanierung und 1984 die Drainierung der Fundamente.
Im Mai 1971 wurde das auf einer roten Sandsteinplatte eingehauene Wappen des Grafen Simon VII. wiedergefunden und nach 130 Jahren, passend zur 350-Jahr-Feier, wieder an der Kirche angebracht. Es weist auf den Anfang der Kirche zurück.
Die betont schlicht gehaltene Kirche ist im Kreis Lippe einmalig; sie weist nach dem sogenannten Eisenacher Modell aus: Altar, Kanzel und Orgel befinden sich in einer Fluchtlinie.

## Pastoren der Wüstener Kirchengemeinde
Ab dem 1. August 1982 wurden zwei Pfarrstellen besetzt; die Pfarrstelle II wurde zum 1. Januar 2007 wieder aufgehoben
| Amtszeit                                                                    | Name | Bild | geboren | gestorben | Anmerkungen |
| --------------------------------------------------------------------------- | --- | --- | --- | --- | --- |
| 1621 bis 1657                                                               | Bernhard Schomerus | | in Brake | 1659 | 1610 von der Detmolder Schule als Rektor nach Salzuflen, wo er bis 1645 Lehrer an der Rektorschule war; 1. Pastor in Wüsten, seine Antrittspredigt hielt er über Evang. Marci 1, 15.: „Es ist eine Stimme eines Predigers in der Wüste …“ |
| 1657 bis 1670                                                               | Johann Nisaeus Kszkowsky | | | 1690, Bösingfeld | war zuvor seit 1650 Rektor in Salzuflen, ab 1674 in Lüdenhausen und in demselben Jahr in Bösingfeld; er bezog das erste Wüstener Pfarrhaus, „ein gar schlechtes Pfarrhaus, worinnen weder eine Kammer, Brunnen, Keller noch Küche“; Nisaeus war Ehrenbürger Der Stadt Salzuflen und besaß dort eigene Kirchenstühle; 1670 ging er nach Lüdenhausen |
| 1670 bis 1674                                                               | Johann Hermann Dahlhausen | | | | kam von Lüdenhausen nach Wüsten; unter ihm begann die Führung der Wüstener Kirchenbücher; wurde von seiner Frau geschieden; aus einem dieser Bücher ist zu schließen, dass Dahlhausen später suspendiert oder transloziert worden sein muss |
| 1674 bis 1680                                                               | Johann Reußius | | | | kam aus Hessen nach Bösingfeld, hier Schwiegersohn des ersten reformirten Predigers zu Bösingfeld, des Albertus Neuwald; 1651 Ordination in Detmold; 1. ⚭ ? Neuwald, 2. ⚭ Anne Katharine Sustmann, Tochter des Generalsuperintendenten Sustmann; 1680 seines Amtes verwiesen, ging Reußius zurück nach Bösingfeld |
| 1680 bis 1686                                                               | Johannes Albert Reußius | | Bösingfeld | 1696, Detmold | Sohn des Johann Reußius; studierte in Bremen; als Pfarrer erhielt er für eine Beerdigung zwischen 18 Groschen und einem Taler; aus Wüsten nach Blomberg berufen |
| 1686 bis 1713                                                               | Johann Henrich Stöcker | | | 1713, Wüsten | hatte seit 1673 in Bremen studiert, wurde 1681 Rektor zu Uflen und in demselben Jahr Pastor in Wüsten; im Jahr 1695 wurde der Wüstener Gemeinde vom Salzufler Bürgermeister, Hermann(us) Barckhausen, ein Positiv geschenkt |
| 1713 bis 1728                                                               | Johann Otto Stöcker | | um 1682 | 11. Februar 1769, Horn | Sohn des Johann Henrich Stöcker; studierte im niederländischen Harderwijk unter dem Professor Johann Meier und zu Bremen unter dem berühmten Professor Lampe; 1713 Ordination, darnach nach Wüsten an seines Vaters Stelle Prediger; 1716 erhielt die Gemeinde vom Herforder Meister Klasing für 180 Thaler ein neues Instrument; 1728 als Pastor senior zum Dienst der Horn’schen Gemeinde berufen |
| 1728 bis 1757                                                               | Johann Dietrich Voigt | | um 1698 | 18. Mai 1757, Wüsten | aus Lüdenhausen, studierte zu Detmold und Harderwijk, war Konrektor in Detmold und ab 1728 Pastor in Wüsten |
| 4/1758 bis 1770                                                             | Johann Ernst Wöhlberg | | 1730, Cappel | 4. Mai 1786 Bösingfeld | Vater: Caspar Wöhlberg; 1722 bis 1740 Pastor in Cappel; Studium an der früheren Universität der holländischen Hansestadt Harderwijk; ⚭ 1763 Friderica Henrietta Volckhausen, zwei Töchter: Johanna Sophia Henrietta (* 1756) und Cathrina Francisca Charlotte (* 1768); ab 1770 Pfarrstelle in Horn, ab 1781 in Bösingfeld |
| 1770 bis 1791                                                               | Dietrich Henrich Clüver | | um Januar 1731 | 24. März 1791, Wüsten | Vater: Superintendent Johann Clüver, Pastor in Varenholz und später in Heiden; Studium in Detmold, Rinteln und Bremen; 1752 Landeskandidat; 1763 erste Pfarrstelle in Haustenbeck; ⚭ Amalie Charlotte Ribbentrup, fünf Kinder: Johann Dietrich Christ (* 1767), Johann Simon Wilhelm Theodorus (* 1769), Johann Georg Conrad (* 1771), Johann Wilhelm Gottlieb (* 1773), Christoph Ludwig Emilius (* 1777); in den letzten Jahren seines Wirkens war Clüver erblindet und musste zur Kirche und auf die Kanzel geführt werden |
| 1792 bis 1805                                                               | Johann Dietrich Gerhard Siegmund Köhler | | um 1753 | 15. Juli 1822, Wüsten | zuvor zehn Jahre lang Subkonrektor in Detmold; seit 1781 Landeskandidat; ⚭ 1792 Wilhelmina Carolina Schönfeld aus Elbrinxen, später geschieden; ein Sohn: Johann Friedrich Wilhelm Lüder (1793–1794); 40 Taler Jahresgehalt; Köhler wohnte am Boberg zur Miete; 1805 Entlassung in Wüsten „weil er dem Trunke ergeben war“; die Gemeinde gab ihm bis zu seinem Tode seinen Unterhalt; Beerdigung am 19. Juli 1822 auf dem Wüstener Friedhof. „Gerichtliche Sachen. Da der seines Dienstes entsetzte Pastor Köhler zu Wüsten und dessen Ehefrau, gebohrne Schönfeld, die bisher unter ihnen bestandene Gütergemeinschaft unter gerichtlicher Genehmigung aufgehoben, und deshalb das vorhandene gemeinschaftliche Vermögen getheilt haben; so wird dieses nicht nur zu Jedermanns Nachricht und Nachachtung bekannt gemacht, sondern es werden auch alle diejenigen, die an dem Gemeinguth einigen Anspruch zu haben vermeinen, hierdurch citirt und verabladet, solchen in dem auf den 23ten d. M. bestimmten termino sub praejudicio praeclusionis & perpetui filentii anzugeben. Decretum Detmold den 6ten December 1805. Fürstl. Lipp. Konsistorium allhier.“ – Lippisches Intelligenzblatt vom 14. Dezember 1805. |
| 1805 bis 1807                                                               | Verwaltung der Pfarrei durch den zweiten Vikar, Johann Anton Stenneberg, aus Lage „Beförderungen. Der Kandidat Stenneberg zu Lage ist vorläufig an die, durch die Dienstentsetzung des Pastors Köhler vacant gewordene Pfarre zu Wüsten als Blearius angestellt worden. Detmold den 26ten Nov. 1805. Fürstl. Lipp. Konsistorium allhier.“ – Lippisches Intelligenzblatt vom 26. November 1805. | Verwaltung der Pfarrei durch den zweiten Vikar, Johann Anton Stenneberg, aus Lage „Beförderungen. Der Kandidat Stenneberg zu Lage ist vorläufig an die, durch die Dienstentsetzung des Pastors Köhler vacant gewordene Pfarre zu Wüsten als Blearius angestellt worden. Detmold den 26ten Nov. 1805. Fürstl. Lipp. Konsistorium allhier.“ – Lippisches Intelligenzblatt vom 26. November 1805. | Verwaltung der Pfarrei durch den zweiten Vikar, Johann Anton Stenneberg, aus Lage „Beförderungen. Der Kandidat Stenneberg zu Lage ist vorläufig an die, durch die Dienstentsetzung des Pastors Köhler vacant gewordene Pfarre zu Wüsten als Blearius angestellt worden. Detmold den 26ten Nov. 1805. Fürstl. Lipp. Konsistorium allhier.“ – Lippisches Intelligenzblatt vom 26. November 1805. | Verwaltung der Pfarrei durch den zweiten Vikar, Johann Anton Stenneberg, aus Lage „Beförderungen. Der Kandidat Stenneberg zu Lage ist vorläufig an die, durch die Dienstentsetzung des Pastors Köhler vacant gewordene Pfarre zu Wüsten als Blearius angestellt worden. Detmold den 26ten Nov. 1805. Fürstl. Lipp. Konsistorium allhier.“ – Lippisches Intelligenzblatt vom 26. November 1805. | Verwaltung der Pfarrei durch den zweiten Vikar, Johann Anton Stenneberg, aus Lage „Beförderungen. Der Kandidat Stenneberg zu Lage ist vorläufig an die, durch die Dienstentsetzung des Pastors Köhler vacant gewordene Pfarre zu Wüsten als Blearius angestellt worden. Detmold den 26ten Nov. 1805. Fürstl. Lipp. Konsistorium allhier.“ – Lippisches Intelligenzblatt vom 26. November 1805. |
| 1807 bis 1826                                                               | Friedrich Konrad Krüger | | 16. Oktober 1772, Detmold | 27. Januar 1834, Langenholzhausen | 1796 Landeskandidat, darauf Rektor der reformierten Schule in Bielefeld; 1800 Vikar in Wöbbel; 1801 Pfarrstelle in Detmold; ⚭ Ferdinandine Henriette Haffbauer, drei Kinder: Wilhelmine Friederike Auguste (* 1809), Ferdinand Henrich (* 1812), Louise Conradine Henriette (* 1814); 1820–1830 schreibt vier Bücher zum Thema 'Kirchenwesen'; 1926 Berufung nach Langenholzhausen |
| 1826 bis 1843                                                               | Henrich Ludwig Christoph Ferdinand Vol(c)khausen | | 1794 in Schötmar | 30. Januar 1852, Lemgo | aus Hillentrup; 1816 Landescandidat, 1817 Rektor zu Blomberg, 1818 Pastor zu Haustenbeck; 1843 als Pastor zu St. Johann in Lemgo |
| 1843 bis 1851                                                               | Heinrich August Knoll | | 13. Januar 1803, Lemgo | 1882 | Knoll studierte in Göttingen, wurde 1827 Rektor in Blomberg; vor Antritt in Wüsten Predigergehülfe zu Bega (1828) und Pfarrer in Lipperode (1829) und des hochadeligen Damenstifts zu Cappel; 1851 nach Reelkirchen gewählt. „Serenissimus haben geruht, die auf den Pastor Knoll in Wüsten gefallene Wahl zum Prediger in Reelkirchen gnädigst zu bestätigen. Detmold den 20ten Mai 1851. / Fürstlich LippischesConsistorium. Piderit.“ „Diejenigen Prediger oder Candidaten des Landes, welche die durch demnächstige Versetzung des Pfarrers Knoll in Wüsten erledigt werdende Pfarre das. zu erhalten und deshalb mit auf die Wahl gebracht zu werden wünschen, haben ihre Meldung binnen 14 Tagen bei dem Consistorium einzureichen. Detmold den 20ten Mai 1851. / Fürstlich LippischesConsistorium. Piderit.“ „Wüsten. Dem Herrn Pastor Knoll fühlen wir uns gedrungen, bei seinem Abschiede unsern tiefgefühlten Dank für das viele Gute auszusprechen, welches es uns während seiner 8½jährigen von Gott gesegneten Wirksamkeit erwiesen hat. Ein wohlwollender Freund Jedem, der sich ihm nahte, ein treuer Rathgeber Jedem, der seines Raths bedurfte, ein Vater und Tröster aller Bedrängten und Armen, aller Kranken und Verlassenen hat er stets mit Rath und That geholfen, wo Hülfe möglich war und ist in seiner aufopfernden Liebe und Berufstreue unter oft schwierigen Zeitverhältnissen nicht wankend geworden. Mit schmerzlichem Gefühle haben wir den uns threuen Lehrer unserer Jugend, unseren Seelsorger und Freund scheiden sehen und rufen ihm, dessen Andenken unter uns wohnen wird, ein herzliches Lebewohl in der zuversichtlichen Hoffnung nach, daß der Herr die ihm uns erwiesenen Wohlthaten lohnen, seine Thätigkeit auch in dem ihm jetzt angewiesenen Wirkungskreise segnen und ihm die Liebe finden lassen werde, die er in hohem Grade versient. Wüsten, im Juli 1851. / Mehrere Freunde und Gemeinde=Mitglieder.“ 1868 ließ Knoll sich in der Art pensionieren, dass er von der Stelle zu Reelkirchen bis an sein Ende jährlich 800 Taler Pension bezog; nahm Lemgo zu seinem Alterswohnsitz |
| 1851 bis 1860                                                               | Christoph Eduard Gustav Fedor Meyer | | 11. Juli 1812, Uflen | 24. Juli 1890, Gütersloh | Eltern: Physikus D. med Bernhard Heinrich Meyer und Dorothee geb. Focke; Besuch der Gymnasien in Lemgo und Detmold; 1830/33 Studium der Theologie in Göttingen und Halle; ⚭ Maria Sophie Wilhelmine Bartels; 1833 lippischer Landeskandidat; 1845/51 erste Pastorenstelle in Haustenbeck; 1860 Pastor in Detmold; 1869/81 Pfarrer in Heiden. „Serenissimus haben die Wahl des Pastors Meyer in Haustenbeck zum Prediger in Wüsten gnädigst zu bestätigen geruhet. Detmold den 22sten Juli 1851. / Fürstlich Lippisches Consistorium. / Piderit.“ |
| 10/1860 bis 4/1865                                                          | Johann Ludwig Credé | | 10. Sept. 1827, Bettenhausen | | Credé besuchte das Gymnasium in Kassel, studierte von 1848 bis 1852 in Marburg, war bis Michaelis 1855 Pastor in Hinterpommern, wurde im Juni 1856 erst Gehilfe, dann Vicar in Oberkaufungen, von November 1858 bis Oktober 1860 Vikar in Valmaden am Meißner; im April 1865 wurde er als Seminardirektor nach Detmold berufen. „Seine Hochfürstliche Durchlaucht haben gnädigst geruht, den Pastor Credé zu Velmeden in Kurhessen zum Pastor in Wüsten zu ernennen. Detmold den 26. Sept. 1860. Fürstlich Lippisches Consistorium. de la Croix.“ |
| 1865 bis 1877                                                               | Theodor Krücke | | Langenholzhausen | 11. Oktober 1912, Lichterfelde bei Berlin | Vater: Pastor Wilhelm Krücke; Besuch des Gymnasiums in Lemgo; Studium in Erlangen und Berlin; 1861 Landeskandidat; Hilfsprediger in Bremen; 1861 Hilfslehrer am Fürstlichen Schullehrerseminar und Gymnasium zu Detmold; 1884 Staatsexamen; 1877 Pastor in Salzuflen; 1887 Anstellung in Altlandsberg „Se. Durchlaucht der Fürst haben gnädigst geruht, die erledigte Pfarrstelle zu Salzuflen dem von dem dortigen Magistrate präsentierten Pastor Krücke zu Wüsten zu verleihen. Detmold, den 11. December 1876. / Fürtlich Lippisches Consitorium. / B. Meyer.“ „Bewerbungen zu der durch die Berufung des Pastors Krücke zum Pastor in Salzuflen vacanten Pfarrstelle zu Wüsten sind bei uns bis zum 20. Januar 1877 anzubringen. Detmold, den 11. December 1876. / Fürtlich Lippisches Consitorium. / B. Meyer.“ |
| 4/1877 bis 1884                                                             | Adolf Schmidt | | 30. Sep. 1851, Lipperode | | Sohn des Pastors Adolf Schmidt von St. Johann in Lemgo; besuchte das Gymnasium in Lemgo, studierte zu Marburg, Erlangen und Tübingen; 1874 Landeskandidat, 1875 Hilfsprediger bei Pastor A. Pothmann in Talle, Ostern 1876 zweiter Pastor in Lage. „Se. Durchlaucht der Fürst haben gnädigst geruht, den Hülfsprediger Schmidt zu Talle zum zweiten Pastor in Lage zu ernennen. Detmold, den 7. Februar 1876. Fürstlich Lippisches Consistorium. B. Meyer.“ Schmidt verfasste 1884 eine Broschüre über die Auswanderung nach Amerika; von der ersten Ausgabe scheint kein Exemplar, von der zweiten, erheblich erweiterten Auflage, die 1891 erschien – Schmidt war inzwischen Pastor in Vlotho geworden – wohl nur noch eine Ausgabe erhalten zu sein. |
| 1884                                                                        | Verwaltung der Pfarrei durch Vikar Kligge | Verwaltung der Pfarrei durch Vikar Kligge | Verwaltung der Pfarrei durch Vikar Kligge | Verwaltung der Pfarrei durch Vikar Kligge | Verwaltung der Pfarrei durch Vikar Kligge |
| 9/1884 bis 5/1911                                                           | Otto Heinrich Thelemann | | 23. Juli 1858, Iggelheim | 16. April 1928, Silixen | Postkarte an Pastor Thelemann vom 22. Juli 1890 Thelemann war Neugründer des Männer- und Jünglingsvereins in Wüsten. Während seiner Amtstätigkeit entstand ein tiefer Riss in der Gemeinde, veranlasst durch einen heftigen Streit zwischen Thelemann und dem Gutsbesitzer Wilhelm Schemmel, Landtagsabgeordneter und Mitglied des Synodalvorstands; dieses Zerwürfnis hatte zur Folge, dass ein Teil der Wüstener Gemeinde einen besonderen Seelsorger erhielt, für den Schemmel ein eigenes Pfarrhaus erbauen ließ. Ab 1910 bis zu seinem Tode Pfarrer in Silixen; sein Grabmal befindet sich auf dem dortigen Kirchplatz. |
| 1911 bis 1919                                                               | Konrad Bleibtreu | | | | Bleibtreus Bemühen war es zu verdanken, dass die drei in der Gießerei Gescher gegossenen Glocken nicht als Schmelzgut für den Ersten Weltkrieg abgeliefert werden mussten |
| 1919                                                                        | Pastor Lammertsmeier | | | | |
| 1919 bis 1935                                                               | Philipp Heinrich Wilhelm Böke | | 3. Oktober 1885, Detmold | | Sein Vater war Schuhmacher. |
| 1936 bis 1951                                                               | Prof. Dr. Dr. Paul Jacobs | | 24. Oktober 1908, Elberfeld | 27. August 1968, Münster | Vater: Kaufmann Paul Jacobs; bis 1928 Besuch des Realgymnasiums in Opladen bei Köln; Studium in Elberfeld, Tübingen, Zürich, Amsterdam und Bonn; 1935/36 Hilfsprediger in Weener und Großwalde; 1940/45 Lazarettpfarrer in Bad Salzuflen; 1948 Professor für Reformierte Theologie an der Universität Münster. ⚭ 30. Mai 1939 mit Gerda, geb. Ernst, aus Weener in Ostfriesland. Während seiner Zeit in Wüsten praktizierte Jacob die Ökumene: Er gestattete den vorwiegend katholischen Flüchtlingen, die in Wüsten eintrafen, ihre Gottesdienste in der evangelischen Kirche abzuhalten. |
| 1952 bis 1966                                                               | Hermann Middendorf | | 13. Juni 1905, Klein-Aschen, heute Spenge | 9. September 1983 | Vater: Bäckermeister Hermann Middendorf; bis 1924 Besuch der Oberschule in Bünde; Studium an der Theologischen Schule Bethel, in Münster, Rostock, Erlangen und Tübingen; 1934 Ordination in Almena; 1931/33 Lehrvikar in Reelkirchen; 1933/34 Besuch des Predigerseminars Elberfeld; ⚭ 1940 Eva Toll (1917–1980) aus Cranz, drei Kinder: Johannes, Traugott und Christiane; 1942/48 Kriegsdienst und sowjetische Gefangenschaft; 1966 vorzeitiger Ruhestand; auf dem Wüstener Friedhof begraben |
| 1966 bis 1982                                                               | Herbert Rosenhäger | | 23. Oktober 1931, Bad Salzuflen | | Eltern: Schuhmachermeister Wilhelm Gustav August Rosenhäger und Emilie Henriette, geb. Schnüll; bis 1952 Besuch der Städtischen Oberschule für Jungen in Bad Salzuflen; 1952/56 Studium in Bethel, Göttingen, Basel und Münster; ⚭ 1958 Christa Harrsen, fünf Kinder: Ursel, Frank, Elke, Sigrid und Johannes; 1959 Ordination; bis 1966 Tätigkeiten in Lage; 1994 Ruhestand |
| Pfarrstelle I) Oberwüsten und das Zentrum von Wüsten                        | | | | | |
| 1982 bis 1997                                                               | Hans-Gerhard Schmidt | | | | Schmidt, der laut dem Vorsitzenden des Kirchenrats, Hans Richter, immer „eine besondere und beeindruckende Fähigkeit und Bereitschaft zum Zuhören“ bewiesen hatte, wird am 5. Oktober 1997 mit einem Festgottesdienst und anschließendem Gemeindefest in den Ruhestand verabschiedet. |
| 1997 bis 2009                                                               | Petra Siekmann-Heide | | | | |
| 2009                                                                        | Annette Schulz | | | | Nach dem Kirchendienst in Wüsten als Pfarrerin im Schuldienst an der Städtischen Realschule im Schulzentrum Aspe und am Rudolf-Brandes-Gymnasium Lohfeld tätig |
| seit 2009                                                                   | Thomas Weßler | | | | Der Dienstumfang in der Kirchengemeinde Wüsten ist 75 %, 25 % ist Weßler an der Städtischen Realschule im Schulzentrum Aspe tätig. |
| Pfarrstelle II) Das Evangelische Stift und zeitweise das untere Unterwüsten | | | | | |
| 1982 bis 1994                                                               | Herbert Rosenhäger | | 23. Oktober 1931, Bad Salzuflen | | Eltern: Schuhmachermeister Wilhelm Gustav August Rosenhäger und Emilie Henriette, geb. Schnüll; bis 1952 Besuch der Städtischen Oberschule für Jungen in Bad Salzuflen; 1952/56 Studium in Bethel, Göttingen, Basel und Münster; ⚭ 1958 Christa Harrsen, fünf Kinder: Ursel, Frank, Elke, Sigrid und Johannes; 1959 Ordination; bis 1966 Tätigkeiten in Lage; 1994 Ruhestand |
| 1995 bis 1997                                                               | Frank-Günther Hochgreff | | | 2009 | Beauftragter für Seelsorge an Schwerhörigen |
| 1998 bis 2002                                                               | Andreas Gronemeier | | | | |
| 2002 bis 2003                                                               | Herbert Grote | | | | |
| 2003 bis 2005                                                               | Jutta Schlitzberger | | | | Nach ihrer Tätigkeit in Wüsten ist Jutta Schlitzberger seit November 2005 mit halben Dienstumfang Pfarrerin in der Evangelischen Kirchengemeinde Lockhausen-Ahmsen |
| 2005 bis 2006                                                               | Cornelia Wentz | | | | Evangelisch-lutherische Kirchengemeinde Bergkirchen sowie – Ausbildungen in klinischer Seelsorge und Altenseelsorge qualifizieren sie für diesen zusätzlichen Arbeitsbereich – „Stiftsseelsorge“ im Evangelischen Stift zu Wüsten |

## Kirchenbücher

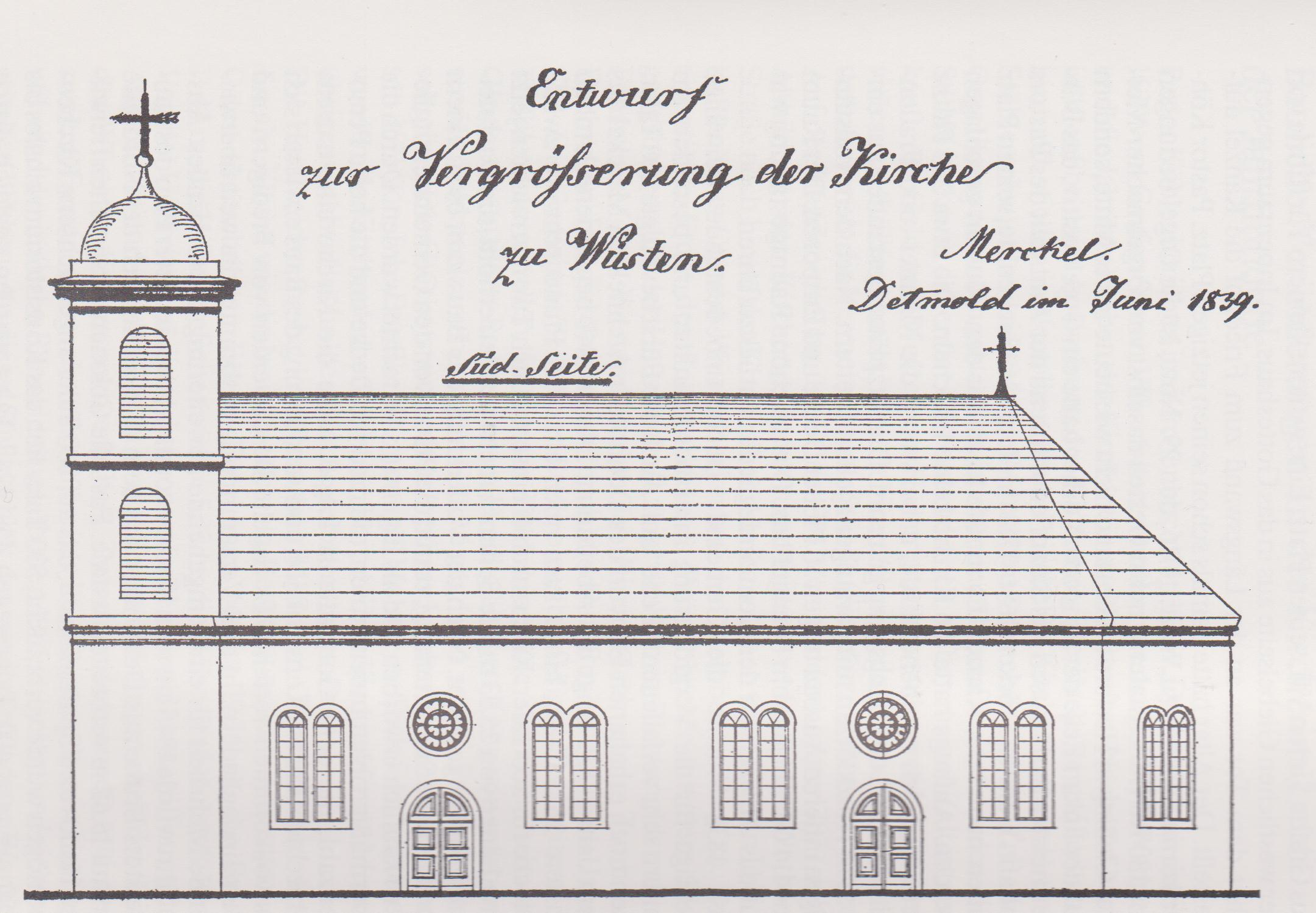
Entwurf zur Vergrößerung der Kirche von 1839

Seit dem Jahr 1671 wurden von den Pastoren in Wüsten Kirchenbücher, Verzeichnisse über „Geborene“, „Konfirmierte“, „Copulierte“ und „Gestorbene“ in chronologischer Reihenfolge geführt.
Das erste Kirchenbuch (1671–1741) gibt zum Beispiel für das Jahr 1685 17 Konfirmanden (zehn Mädchen und sieben Jungen) sowie sechs Trauungen an. Das zweite Buch wurde von 1742 bis 1795 geführt; Pastor Johann Ernst Wöhlberg beginnt 1767 damit in den Wüstener Kirchenbüchern die Todesursachen der Verstorbenen aufzuschreiben. Das dritte Buch datiert von 1796 bis 1839. Es folgten das vierte (Konfirmationen und Bestattungen) und das fünfte (Trauungen und Taufen) Buch (beide 1840 bis 1878), das sechste (Taufen), siebte (Konfirmationen und Trauungen) und achte (Gestorbene) Kirchenbuch (alle drei 1879 bis 1922).
Diese acht Wüstener Kirchenbücher befinden sich heute im Archiv der Lippischen Landeskirche in Detmold.

## Friedhof

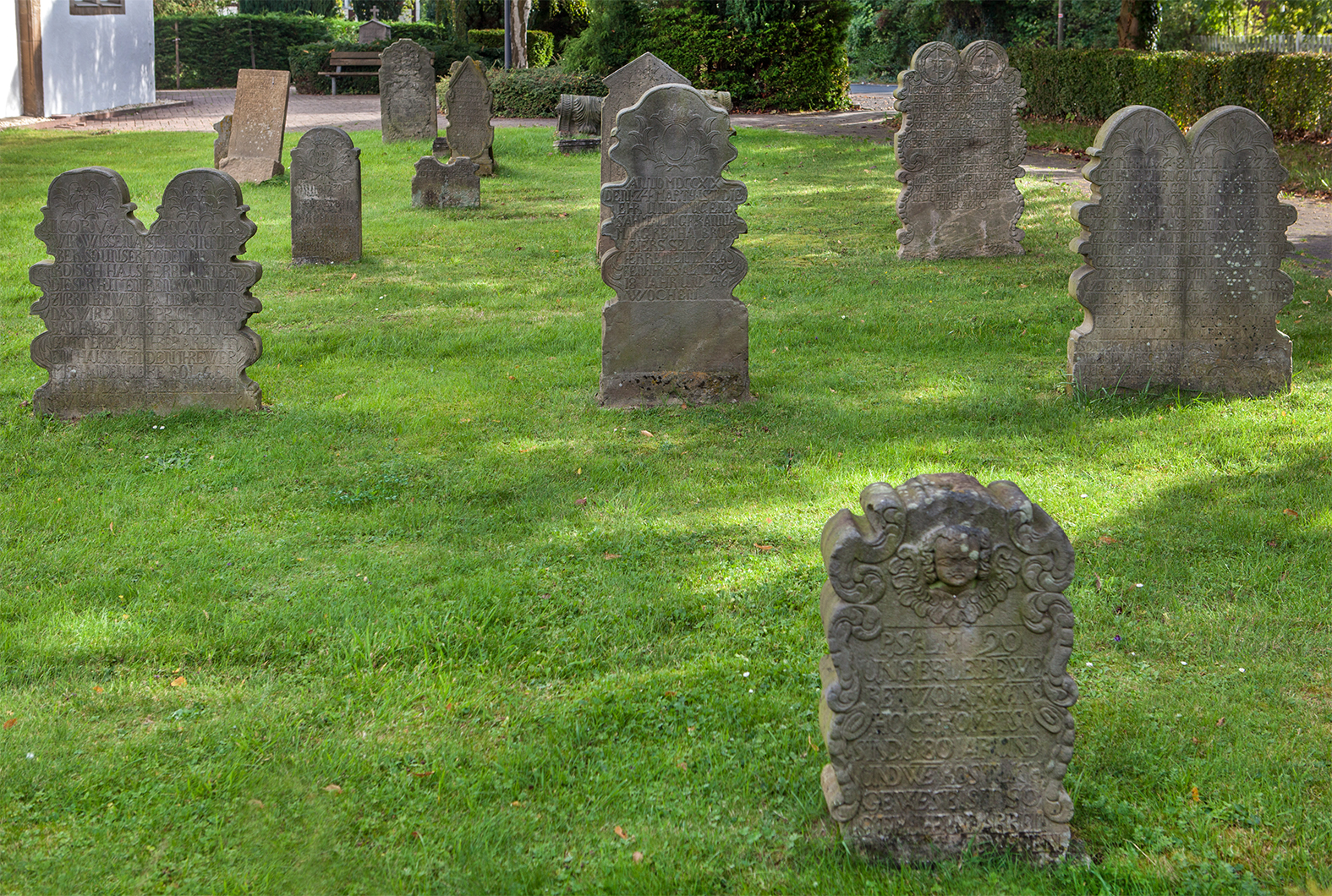
Der „Totenhof“

1625 bekam Wüsten einen eigenen „Totenhof“, rechts von der Kirche – heute zwischen der Straße nach Vlotho und der Kirche gelegen. Nach einigen Vergrößerungen hatte er zum Ende des 20. Jahrhunderts eine Belegungsfläche von 8382 Quadratmeter. Aufgrund akuten Platzmangels wurde Mitte der 1960er Jahre ein zweiter Friedhof, heute im Besitz der Stadt Bad Salzuflen, oberhalb des „Alten Dorfes“ angelegt. Beide Friedhöfe dienen den Wüstener Bürgern als letzte Ruhestätte.

## Küsterei und Schule
1639 wurde in Wüsten die erste Schule gegründet und Christian Brethauer als Küster mit dem Unterricht der Kinder betraut. Sein direkter Vorgesetzter war Pastor Schomerus. Der Unterricht erfolgte wahrscheinlich in der Kirche, erst 1662 wurde ein Küsterhaus im südöstlichen Bereich des Kirchengrundstückes errichtet. Ab 1781 wurden alle zukünftigen Küsterlehrer in dem am 27. Dezember 1774 im Schloss zu Detmold eingeweihten Lehrerseminar zentral ausgebildet: Friedrich Adolf Knöner war der erste in Wüsten tätige Pädagoge mit einem staatlich anerkannten Examen.

### Küster und Lehrer der Kirchengemeinde Wüsten

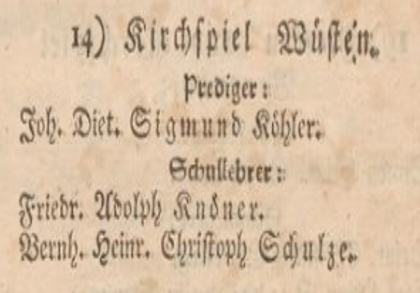
Detail aus dem Fürstlich Lippischen Adress-Verzeichnis (1803)

1639–1705 Christian Brethauer († 1705); seine Frau war eine geborene Handke aus Salzuflen

1705–1724 Johann Arnold Krüger (1684–1724) aus Stemmen

1724–1740 Johann Berend Krüger (1703–1740); Sohn des J. A. Krüger

1740–1758 Johann Hermann Bernhard Plöger (um 1717–1759) aus Dörentrup

1758–1798 Johann Konrad Schulze (1720–1800)

1798–1844 Friedrich Adolf Knöner (1780–1844) aus Lieme

1844–1887 Friedrich August Ferdinand Knöner (1812–1887); Sohn des F. A. Knöner; war zuvor schon seit 1843 in Wüsten als Nebenlehrer tätig

1887–1895 Hermann Rehme (* 1855) aus Oberwüsten; zuvor seit 1880 Schulleiter in Oberwüsten, ab 1895 Kantor und Lehrer in Salzuflen

1895–1921 Heinrich Ernst Lammertsmeier (1863–1921) aus Oberwüsten; zuvor 1. Lehrer in Oberwüsten

1921–1936 August Köller (1883–1949)

## Sonstiges
„Im Armenstock zu  Wüsten fanden sich am 27ten April d. J. 4 Rthl., den 6ten Juli 2 Rthl. und am vorigen Sonntage 5 Rthl. Gold, wofür den edlen Gebern hiermit gedankt wird vom Armenvorstande das.
Wüsten den 1ten September 1845.“

„Danksagung. Wüsten. Am heutigen Tage hat sich im Armenstock ein Goldstück vorgefunden, und zwar ein französisches, 20 Franken an Werth. Dem unbekannten Geber hierdurch im Namen der Armen freundlicher Dank. Wüsten den 21. Octbr. 1855. / Pastor Meyer.“